# 乔·霍兰德
老约瑟夫·伯内特·霍兰德（英語：Joseph Burnett Holland Sr.，1925年9月26日—2010年9月18日），美国NBA联盟前职业篮球运动员。